# Клінтон (переписна місцевість, Мен)
Клінтон (англ. Clinton) — переписна місцевість (CDP) в США, в окрузі Кеннебек штату Мен. Населення — 1386 осіб (2020).

## Географія
Клінтон розташований за координатами 44°38′41″ пн. ш. 69°29′19″ зх. д. / 44.64472° пн. ш. 69.48861° зх. д. (44.644629, -69.488656).  За даними Бюро перепису населення США в 2010 році переписна місцевість мала площу 23,74 км², з яких 22,93 км² — суходіл та 0,80 км² — водойми.

## Демографія
Згідно з переписом 2010 року, у переписній місцевості мешкало 1419 осіб у 567 домогосподарствах у складі 393 родин. Густота населення становила 60 осіб/км².  Було 618 помешкань (26/км²).
Расовий склад населення:
| - 96,8 % — білих - 0,9 % — чорних або афроамериканців - 0,8 % — корінних американців - 0,1 % — азіатів |

До двох чи більше рас належало 1,3 %. Частка іспаномовних становила 1,3 % від усіх жителів.
За віковим діапазоном населення розподілялося таким чином: 23,5 % — особи молодші 18 років, 63,5 % — особи у віці 18—64 років, 13,0 % — особи у віці 65 років та старші. Медіана віку мешканця становила 39,0 року. На 100 осіб жіночої статі у переписній місцевості припадало 106,2 чоловіків;  на 100 жінок у віці від 18 років та старших — 103,2 чоловіків також старших 18 років.
Середній дохід на одне домашнє господарство  становив 53 770 доларів США (медіана — 52 500), а середній дохід на одну сім'ю — 58 013 долари (медіана — 59 861). За межею бідності перебувало 5,4 % осіб, у тому числі 8,8 % дітей у віці до 18 років та 0,0 % осіб у віці 65 років та старших.
Цивільне працевлаштоване населення становило 489 осіб. Основні галузі зайнятості: роздрібна торгівля — 22,9 %, освіта, охорона здоров'я та соціальна допомога — 18,8 %, виробництво — 16,4 %.